# Harrisomyia bicuspidata
Harrisomyia bicuspidata är en tvåvingeart som beskrevs av Alexander 1923. Harrisomyia bicuspidata ingår i släktet Harrisomyia och familjen småharkrankar. Inga underarter finns listade i Catalogue of Life.